# Westnewton, Northumberland
Westnewton är en ort i civil parish Kirknewton, i grevskapet Northumberland i England. Orten är belägen 8 km från Wooler. Westnewton var en civil parish 1866–1955 när det uppgick i Kirknewton. Civil parish hade 42 invånare år 1951.